# Marcio Richardes
Marcio Richardes est un footballeur brésilien né le 30 novembre 1981. Il évolue au poste de milieu de terrain.

## Palmarès
- Finaliste de la Coupe de la Ligue japonaise en 2011 avec Urawa